# Vicente Nogueira
Vicente Nogueira (Lisboa, 1586-Roma, 8 de julio de 1654), humanista tardío, letrado y bibliófilo, fue una de las grandes figuras portuguesas del siglo XVII, agente del rey Juan IV de Portugal en la corte pontificia durante los difíciles años que siguieron a la Independencia de Portugal. Sus cartas al rey y varios otros nobles portugueses, escritas desde Roma, fueron publicadas en 1925 y documentan la vida social y política europea de la época.

## Vida
Vicente Nogueira era hijo de Francisco Nogueira, Desembargador e Conselheiro, y de Maria de Alcáçova. Desde joven se dedicó al estudio y la lectura, estudiando en las universidades Complutense, de Salamanca y de Valladolid, donde estudió filosofía. A partir de 1607 estudia Cánones en la Universidad de Coímbra, siendo ordenado sacerdote en 1612, Desembargador da Casa da Suplicação en 1613 y canónigo de la catedral de Lisboa en 1618. 
Durante este periodo, el canónigo Nogueira continúa interesándose por la lectura y los libros, reuniendo en su casa una biblioteca considerable, incluyendo libros traídos desde el extranjero, prohibidos en Portugal, concretamente los textos más importantes sobre el hermetismo y la occulta philosophia. Sería esta biblioteca «prohibida» y denuncias de homosexualidad y pedofilia (por entonces llamadas sodomía o pecado nefando) los que le llevarían a ser acusado por la Santa Inquisición. La Inquisición le incautó su preciosa biblioteca y lo condenó al destierro en 1633, tras largos interrogatorios y detalladas confesiones.
En Roma, donde se instaló a partir de 1634, Vicente Nogueira prosiguió su pasión por los libros (a los que dedicaba ocho horas de lectura diarias), contribuyendo al enriquecimiento de las bibliotecas de Juan IV de Portugal y del Marqués de Nisa, Vasco Luís da Gama, con libros que adquiría en las librerías de la ciudad, por entonces, uno de los mercados de libros más importantes de Europa. En sus cartas, escritas a ambos, enviaba informaciones sobre la política europea recogidas entre la Curia Romana y los palacios cardenalicios, importantes para las negociaciones relacionadas con el reconocimiento de la independencia lusitana (que ocurriría tras la firma del tratado de paz con España en 1668) y con la tentativa de una alianza con los franceses contra España, misión de la que estaba encargado el Marqués y en la que no tendría éxito.